# Mineralkermes
Mineralkermes (Kermes mineralis) var ett sedan århundraden tillbaka känt läkemedel, vars sammansättning och utseende växlade med framställningssättet. Berett genom kokning av finpulveriserad spetsglans med sodalösning och det erhållna filtratets långsamma avkylning, på sätt som Svenska farmakopén föreskrev, bildade preparatet ett violettbrunt pulver, som utgjordes av amorf svavelantimon (Sb2 S3) med inblandade mikroskopiska kristaller av antimonoxid (Sb2 O3) och surt natriumpyroantimoniat (Na2 H2 Sb2 O7). Det användes i dos av 1–5 centigram som hostlindrande, vanligen i form av så kallat bröstpulver, pulvis gummosus stibiatus, som innehöll 2 1/2 procent mineralkermes. Namnet kermes (eller alkermes) erhöll preparatet från början genom sin likhet till färgen med färgämnet karmosin.